# Daniel Meisner
Daniel Meisner (ou Daniel Meißner), né à Chomutov (royaume de Bohême) en 1585 et mort à Francfort-sur-le-Main en 1625, est un poète allemand, et probablement également un graveur.
Il est le co-auteur du Thesaurus Philopoliticus (de) (Francfort, 1623), une célèbre série de gravures avec des paysages urbains, et du Thesaurus sapientiae civilis (Francfort, 1626).

## Biographie
Daniel Meisner naît en 1585 dans la ville de Bohême (actuellement en République tchèque) de Chomutov, au pied des monts Métallifères. Bohumír Jan Dlabač (cs) suggère qu'il serait parent avec le peintre Theodor Meisner.
Il s'installe dans le quartier de Sachsenhausen de Francfort-sur-le-Main à une date inconnue, comme tous les nouveaux citoyens de l'époque. En 1619, son fils David y est né, puis mort très jeune. Meisner vit, au moins au début, dans des conditions modestes et sans pleins droits civils.

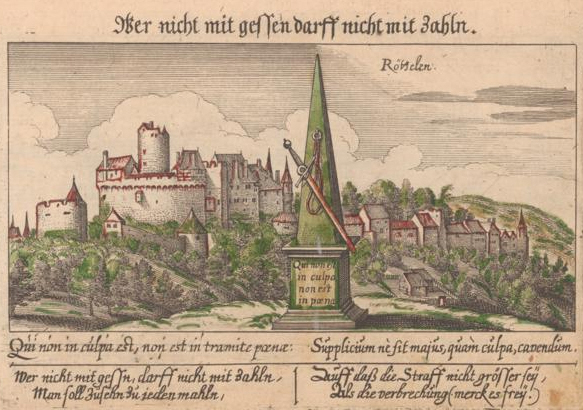
Gravure sur cuivre de Matthaüs Merian représentant le château de Rötteln, accompagnée d'un texte de Daniel Meisner signifiant Cet emblème rappelle aux chères autorités qu'elles doivent enfermer les mauvais et protéger les pieux, dont la peine ne doit pas être plus grand que le crime (Politisches Schatzkästlein, livre 1, partie 5, page 250, Francfort, 1625).

On ne connaît pas avec certitude son activité principale. Certaines sources le mentionnent comme poète, mais il n'est pas certain que cela lui ait permis de gagner sa vie et d'entretenir sa famille. Vers 1619-1620, il montre son talent poétique à des rimes sur une série de vues de villes et de châteaux ouest-allemands attribués à Matthäus Merian. Il a ensuite rejoint Eberhard Kieser en tant qu'auteur de vers et de livre d'emblèmes. Il a été fièrement nommé Poeta Laureatus Caesareus. Il a été crédité de plusieurs œuvres, dont la Chymische Lustgartlein (ou en latin : Viridarium Chymicum — le « jardin des plaisirs de l'alchimie »), dont il considéré comme le co-auteur avec Daniel Stolcius, ayant traduit l'œuvre écrite à l'origine en latin dans une édition allemande.
Dans les dédicaces aux premiers numéros, Meisner se décrit comme un auteur, inventeur, lauréat de la Poeta Laureatus Caesareus, éditeur, imprimeur et graveur. L'éditeur et graveur d'art de Francfort Eberhard Kieser apparaît sur les éditions latines. 
Plusieurs gravures ont été conservées de contemporains portant des vers de lui. De l'apparition de son nom sur les estampes, certains ont conclu à tort qu'il avait également réalisé les gravures. Meisner est néanmoins surtout connu comme l'initiateur et le co-éditeur du Thesaurus Philopoliticus (de) (ou en allemand : Politisches Schatzkästlein), une série de 830 gravures représentant des paysages urbains et des slogans moralisateurs en latin et en allemand (sur le mode du livre d'emblèmes). Les villes belges sont représentées sur vingt-quatre estampes, et cinquante concernent des villes néerlandaises. Daniel Meisner a aussi gravé une série de plus de 78 estampes de portraits d'empereurs, de princes du chœur et d'autres nobles à cheval, qu'Eberhard Kieser a publiés.
Meisner meurt le 11 mars 1625, alors que le cinquième tome du Thesaurus Philopoliticus vient de paraître.

## Œuvre

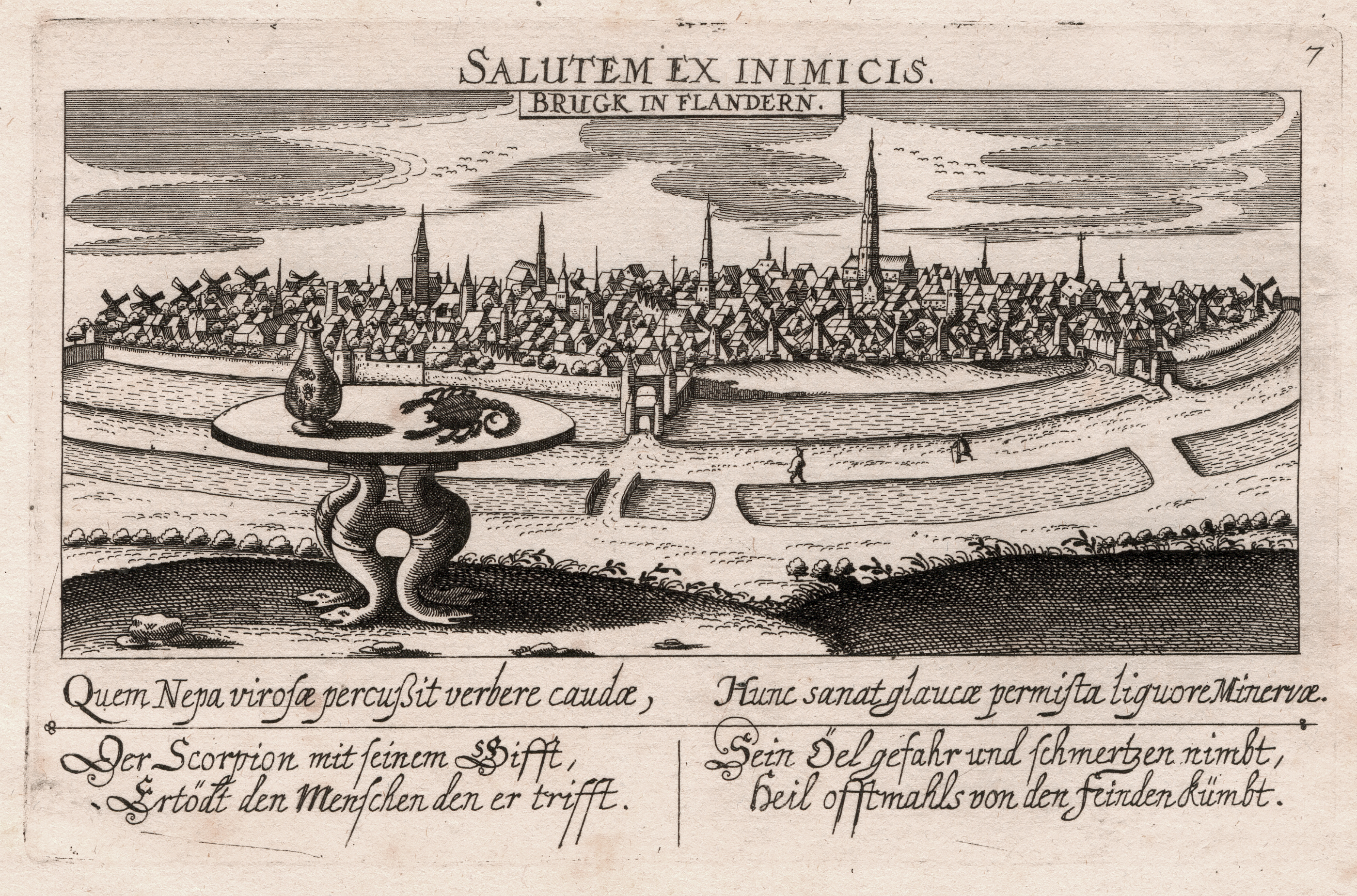
Vue de la ville de Bruges, l'une des 830 gravures du Thesaurus Philopoliticus de Daniel Meisner.

- Daniel Meisner, Thesaurus Philopoliticus (Politisches Schatzkästlein), Francfort : Kieser, 1623[3]
réédité et présenté par Fritz Herrmann et Leonhard Kraft (Heidelberg, 1927).
- Daniel Meisner et Eberhard Kieser, Thesaurus philopoliticus ou Politisches Schatzkästlein, Francfort : Kieser, 1624-1626 (lire en ligne).
réimpression en fac-similé des éditions originales de Francfort (1625–1626 et 1627–1631) avec une introduction et un catalogue complet des paysages urbains par Klaus Eymann (Unterschneidheim, 1972, et 2e édition 1974).
- Daniel Meisner, Thesaurus sapientiae civilis (Francfort, 1626)[3]
- Daniel Stolcius et Daniel Meisner, Chymisches Lustgartlein … mit poetischen Gemalden illustrirt und erleutert … Beschrieben von M. Daniele Stoltzio de Stoltzenberg … Nunmehr aber auss dem Lateinischen transferirt und in gewonliche teutsche rhythmos bracht, durch Danielem Meissnern … (traduit du latin par Daniel Meisner), Francfort : Lucas Jennis, 1624.